# Сыромятников, Сергей Петрович
Серге́й Петро́вич Сыромя́тников (1891—1951) — советский инженер-теплотехник, учёный в области паровозостроения, академик АН СССР (1943). Заслуженный деятель науки и техники РСФСР (1943). Главный эксперт по паровозам Экспертно-технического отдела НКПС, генерал-директор тяги 1 ранга. Основоположник научного проектирования паровозов; разработал теорию и расчёт тепловых процессов, а также создал теорию топочного процесса паровозных котлов.

## Биография
Серге́й Петро́вич Сыромя́тников родился 28 июня (10 июля) 1891 года в селе Курба (ныне Ярославский район, Ярославская область). Отец — Пётр Александрович Сыромятников работал земским врачом в селе Курба в течение семи лет (1890—1897). С. П. Сыромятников провёл свои детство и юность в Пензе, где окончил Первую мужскую гимназию с серебряной медалью и поступил на электромеханическое отделение Петербургского политехнического института (ЦГИА СПб, Ф. 478, Оп. 3, Д. 6506), по семейным обстоятельствам перевелся в Московское высшее техническое училище.
- 1917 год — окончил Московское высшее техническое училище (МВТУ). Научный руководитель — Раевский, Александр Сергеевич, под его руководством С. П. Сыромятников проходил практику на Путиловском заводе и выполнял дипломную работу — проект паровоза. Трудовую деятельность начинал на Путиловском заводе и в Московском паровозном депо.
- 1925 год — утверждён ГУС-ом Наркомпроса в звании профессора в МИИТе по кафедре «Паровозы».
- 1940—1943 годы — главный эксперт по паровозам Экспертно-технического отдела НКПС.
- 1943 год — удостоен звания генерал-директора тяги 1 ранга;
- 27 сентября 1943 года — академик АН СССР по Отделению технических наук (теплотехника, паровозы).

Преподавательская деятельность:
- 1918—1941 — Московское высшее техническое училище (МВТУ).
- 1918—1927 — Всесоюзный научно-исследовательский институт железнодорожного транспорта (ВНИИЖТ).
- 1921—1925 — Высшие технические курсы НКПС.
- 1925—1931 — профессор и руководитель кафедры «Паровозы» в Московском институте инженеров транспорта (МИИТ).
- 1931—1949 — профессор и руководитель кафедры «Паровозы» в Московском электромеханическом институте инженеров железнодорожного транспорта (МЭМИИТ), который был выделен из МИИТа.

Являлся членом:
1. Научно-технического совета МПС.
2. Учёного совета Всесоюзного научно-исследовательского института железнодорожного транспорта (ВНИИЖТ).
3. Учёного совета Московского института инженеров транспорта (МИИТ).

Создал и возглавил кафедру «Паровозы» в МИИТе. Воспитал большое количество учеников. Один из них, профессор Владимир Иванов, возглавил в МИИТе кафедру «Паровозы» после смерти С. П. Сыромятникова.
С. П. Сыромятников умер 4 марта 1951 года. Похоронен в Москве на Введенском кладбище.

## Награды и премии
- Заслуженный деятель науки и техники РСФСР (14 января 1943)
- орден Ленина
- два ордена Трудового Красного Знамени (в том числе 10 июня 1945)
- орден Красной Звезды
- медали
- Сталинская премия II степени (22 марта 1943) — за многолетние выдающиеся работы в области науки и техники
- два нагрудных знака «Почётный железнодорожник»

## Профессиональная и научная деятельность

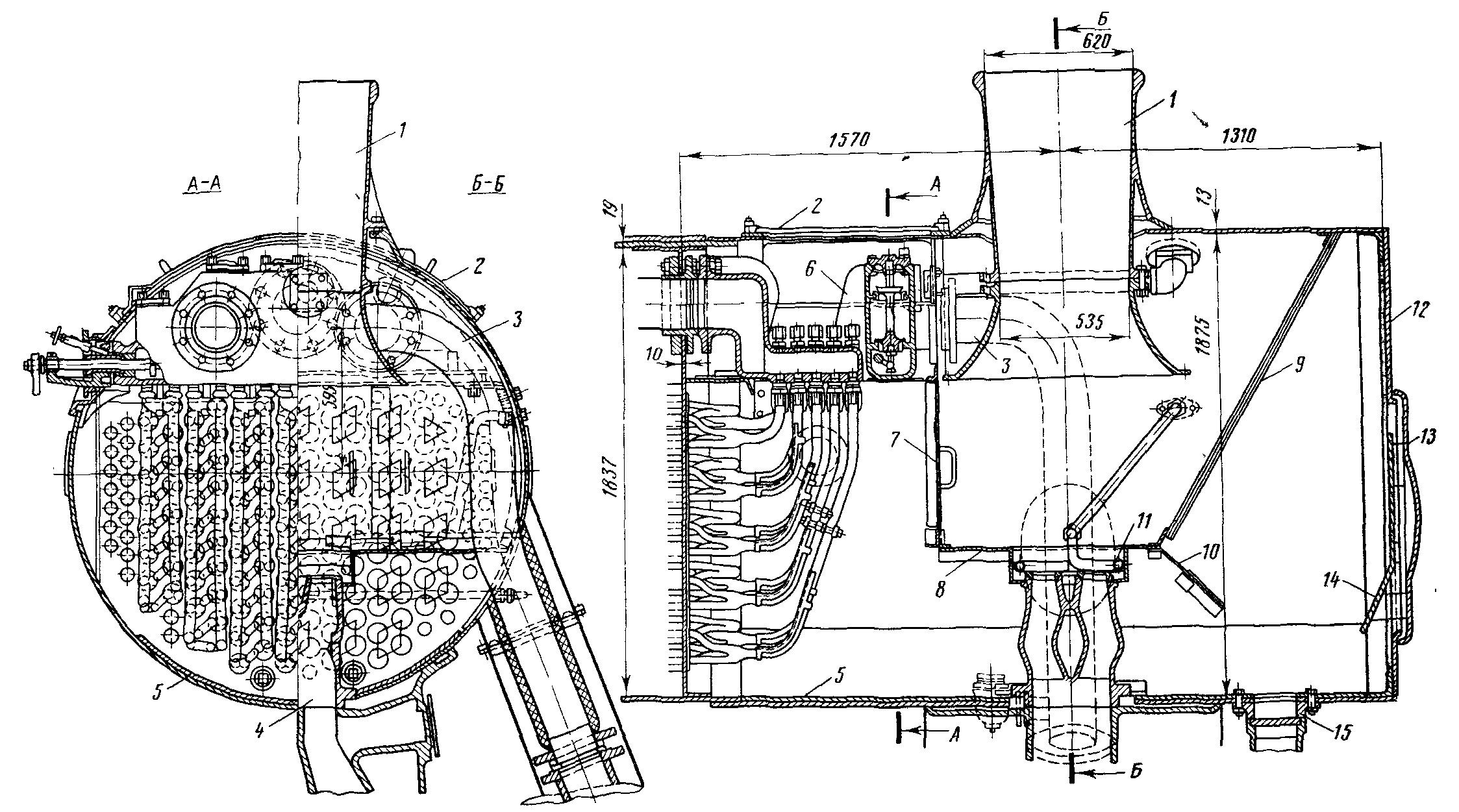
Дымовая коробка паровоза ФД, иллюстрация из книги Сыромятникова «Курс паровозов…» 1937 года.

С. П. Сыромятников создал и возглавил научную школу паровозостроения, поставил проектирование паровозов на научную снову. Он создал методики теплотехнических расчётов паровых котлов паровозов, на основании которых в СССР в 1930-х — 1950-х годах проектировались и изготавливались грузовые и пассажирские локомотивы, нередко превосходившие многие лучшие мировые образцы по параметрам скорости, мощности, экономичности и безопасности. Это паровозы серий: ФД, СО, ИС, П36, Л, ЛВ и другие. Из 80 научных трудов учёного многие были переизданы за границей.
- Паровоз повышенной экономичности ФД21-3128м — был создан по проекту С. П. Сыромятникова.

### Публикации и книги
- Исследование рабочего процесса паровозного котла и пароперегревателя. — Москва, 1923.
- С. П. Сыромятников, Юрий Ломоносов. Результаты испытания водоподогревателей. — Москва: «Транспечать» НКПС, 1926.
- Курс паровозов. Устройство и работа паровозов и техника их ремонта. — Центральное управление учебными заведениями. — Москва: Государственное транспортное железнодорожное издательство, 1937.
- Тепловой процесс паровоза, 5 изд. — Москва, 1947.
- Паровозы. Тепловая работа, динамика, автотормоза. — Москва, 1949.
- Тепловая работа паровозной топки. — Москва, 1953.